# Каминский, Владимир Францевич
Владимир Францевич Каминский (1883—?) — русский офицер, поручик. Герой Первой мировой войны, кавалер Георгиевского оружия (1917).

## Биография
Поручик Каминский Владимир Францевич родился 2 января 1883 г., римско-католического вероисповедания, из крестьян Радомской губернии.
Общее образование получил в Саратовском I реальном училище (3 класса), военное – в Казанском пехотном юнкерском училище по 2-му разряду.
Чины: подпоручик (24.03.1906 г.)., поручик (5.09.1910 г.), штабс-ротмистр (24.03.1914 г.).
Служба в армии – с 24.08.1901 г., младший офицер 71-го пехотного Белевского полка Варшавского военного округа (г. Ново-Александрия) – на 1.01.1909 – 1912 гг.
В пограничной страже:
– командир отряда 26-й пограничной Карсской бригады 6-го округа Отдельного корпуса пограничной стражи (8.06.1912–1914 гг.);
– отрядной офицер 19-й пограничной Волочиской бригады 4-го округа Отдельного корпуса пограничной стражи (24.04.1914 г.);
– отрядной офицер 3-й пограничной Аренсбургской бригады 1-го округа Отдельного корпуса пограничной стражи (25.06.1914 г.).
С 1914 года участник Первой мировой войны – командир 7-й роты 58-го пехотного Прагского полка.
Описание подвига поручика 58-го пехотного Прагского полка В.Ф. Каминского:

"…. за то, что, будучи в бою у д. Уманец (Александровка) 10 июня 1916 года, командуя 7-й ротой, находившейся в боевой линии правого участка, когда неприятель после обстрела участка роты ураганным огнем тяжелой артиллерии перешел в наступление и атаку, дважды отбил атаку дружным ружейным и пулеметным огнем своей роты, а когда неприятель вновь повел третью атаку в превосходящих силах на участок роты, то поручик Каминский, невзирая на трудные условия местности, под жестоким огнем противника лично повел роту в контратаку, молодецки бросился в штыки и, нанеся противнику большие потери, заставил его отступить в свои окопы и прекратить дальнейшие попытки наступления.»

## Награды
- 1916 г. – орден Св. Анна IV ст. с надписью «За храбрость»;
- 1917 г. – Георгиевское оружие, украшенный эфес (рукоять).